# Journal of Econometrics
Le Journal of Econometrics est une revue académique en économétrie.